# Steaua Sudului
Steaua Sudului (în franceză L'Étoile du sud) este un roman de Jules Verne apărut în foileton între 1 ianuarie și 15 octombrie 1884 în Magasin d'éducation et de récréation, apoi în volum în același an. Romanul are la bază manuscrisul The Southern Star Mystery al scriitorului exilat Paschal Grousset.

## Povestea
Acțiunea se petrece în Griqualand, în Africa de Sud, unde inginerul minier Cyprien Méré conduce studii de chimie organică asupra depozitelor de diamante. Eroul vrea să se căsătorească cu Miss Alice Watkins, dar tatăl acesteia - John Watkins - refuză, deoarece Méré nu este bogat. Prin urmare, Méré trece în exploatarea minieră, alături de un quaker din Statele Unite. Exploatarea minieră constituind o amânare a studiilor sale și o pierdere de timp din punctul de vedere al cercetărilor științifice care îi sunt foarte dragi, Cyprien începe fabricarea unui diamant artificial cu ajutorul căruia să obțină mâna lui Alice. În urma unei experiențe norocoase, el obține un enorm diamant negru, supranumit "Steaua Sudului", dar piatra dispare la puțină vreme după tăiere.
Căutătorii de diamante, invidioși pe reușita lui Cyprien, îl suspectează pe servitorul negru al acestuia, Matakit - pe care acesta l-a educat după moda europeană - că ar fi autorul furtului, deoarece este cunoscut ca fiind cleptoman. Epopeea epică a romanului o constituie hăituirea lui Matakit prin Transvaal, cu Cyprien însoțit de trei rivali care vor să pună mâna pe diamant pentru a spera la mâna lui Alice.
În realitate, doar Cyprien o iubește pe tânăra fată, în timp ce rivalii săi se gândesc la o căsătorie bună, John Watkins fiind cel mai bogat proprietar de mine de diamant. După o serie de peripeții în care este revelată natura umană a fiecăruia, autorul furtului este în sfârșit demascat, dovedindu-se a fi cu totul altul decât cel care se așteptau cu toții.

### Capitolele cărții
| - I - Nemaipomeniți sunt francezii ăștia - II - Pe Câmpia Diamantelor - III - Un pic de știință, dăruită cu multă prietenie - IV - Vandergaart-Kopje - V - Prima exploatare - VI - Obiceiuri de tabără - VII - Surparea - VIII - Marea experiență - IX - O surpriză - X - John Watkins reflectează - XI - Steaua Sudului - XII - Pregătiri de plecare | - XIII - Străbătând Transvaalul - XIV - La nord de Limpopo - XV - Un complot - XVI - Trădare - XVII - O cursă cu obstacole africană - XVIII - Struțul care vorbește - XIX - Peștera minunată - XX - Întoarcerea - XXI - Justiție venețiană - XXII - Un nou tip de mină - XXIII - Statuia comandorului - XXIV - O stea care dispare |

## Goana după îmbogățire
Jules Verne a prezentat în mai multe ocazii goana după îmbogățire, cu toate neplăcerile pe care aceasta le aduce. De-a lungul istoriei, teritoriul Africii de Sud a fost o continuă scenă a luptei pentru înavuțire, desfășurată între căutătorii de diamante. În romanul de față, lupta fără scrupule este exemplificată cu ajutorul bijutierului Jacobus Vandergaart, spoliat de pământurile sale de către tatăl lui Alice, John Watkin. Însă nici acesta din urmă nu se poate bucura de succesul său care se întinde pe mai bine de treizeci de ani: el primește o lovitură din partea lui Cyprien Méré, care - cu ajutorul rigurozității științifice și a norocului - reușește să creez mult râvnita bogăție pe cale artificială. În binecunoscutul său stil, Jules Verne apelează la justiția divină, conform căreia binele trebuie să învingă întotdeauna.
Dorința înavuțirii îi dă lui Jules Verne ocazia să analizeze cupiditatea oamenilor, care poate primi o lovitură fatală în cazul în care raritatea care este mereu legată de obținerea "premiului cel mare" este concurată de "producerea în masă a bogăției". Tema este reluată în Goana după meteor, denunțând absurditatea goanei după aur: meteorul observat de cei doi astronomi amatori din roman este format în cea mai mare parte din aur, dar căderea lui pe Pământ riscă să transforme acest metal în ceva banal, care își pierde epitetul de "prețios". În mod similar este tratată în Steaua Sudului problema diamantelor, care - în epoca lui Jules Verne - a dus la războiul dintre englezi și buri; cei din urmă au colonizat regiunea Capului Bunei Speranțe dar, după ce Colonia Cap a fost anexată coroanei britanice, s-au retras spre nord. Ulterior, în urma războaielor purtate între 1899-1902, toate fostele colonii bure aveau să devină colonii britanice. Din acest punct de vedere, Jules Verne s-a dovedit a fi un adevărat vizionar prin opera lui, publicată cu 15 ani înaintea conflictului.
Descoperirea de către Cyprien Méré a unui procedeu chimic destinat creării diamantelor de sinteză i-a permis lui Jules Verne să sublinieze valoarea relativă a posesiunilor materiale, care își pierd importanța o dată cu anihilarea bogăției de către abundență.

## Teme abordate în cadrul romanului
- spolierea
- justiția divină
- anihilarea bogățiilor datorită abundenței acesteia

## Lista personajelor
| - Bardik - Pharamond Barthès - Dada - Friedel - James Hilton - Lî - Lopèpe - Matakit - Cyprien Méré - Jeanne Méré | - Nathan - Annibal Pantalacci - Mathis Pretorius - Thomas Steel - Templar - Tonaïa - Jacobus Vandergaart - Alice Watkins - John Stapleton Watkins |

## Adaptări
- The Southern Star (1969) - comedie neagră britanică în regia lui Sydney Hayers, cu George Segal, Ursula Andress și Orson Welles în rolurile principale
- Steaua Sudului - adaptare pe disc de vinil lansată de compania Electrecord din România
- Les voyages extraordinaires de Jules Verne - L'étoile du sud (2001) - film de animație francez, în regia lui Armando Fereira

## Traduceri în limba română
- perioada interbelică - Steaua Sudului, Ed. Cugetarea, traducere Ion Pas, 128 pag.
- 1973 - Steaua Sudului, Ed. Ion Creangă, Colecția "Jules Verne", vol 4, traducere Ion Hobana, 240 pag.
- 1984 - Steaua Sudului, Ed. Ion Creangă, Colecția "Jules Verne", vol 4, traducere Ion Hobana, 174 pag.
- 2003 - Steaua Sudului, Ed. Corint, traducere Camelia Dănescu, 224 pag., ISBN 973-653-443-X
- 2006 - Steaua Sudului, Ed. Maxim Bit, traducere Otilia Leluțiu, 128 pag., ISBN 978-973-8976-50-4
- 2007 - Steaua Sudului, Ed. Cartex 2000, traducere Ion Pas, 142 pag., ISBN 978-973-104-092-9
- 2007 - Steaua Sudului, Ed. Paralela 45, 264 pag., ISBN 978-973-4700-88-2
- 2009 - Steaua Sudului, Ed. Herra, 160 pag., ISBN 978-973-1861-12-8
- 2010 - Steaua Sudului, Ed. Adevărul, Colecția "Jules Verne", vol. 4, traducere Alina-Olimpia Miron, 220 pag., ISBN 978-606-539-129-1